# Thomas Pringle
Thomas Pringle (Blaiklaw, 5. siječnja 1789. – London, 5. prosinca 1834.), škotsko-južnoafrički književnik
Posredstvom W. Scotta odlazi u južnu Afriku 1820. godine, odakle se 1826. godine vraća u Englesku zbog kritike kolonijalnih vlasti. Do kraja života posvetio se pokretu za borbu protiv ropstva, te je bio i tajnik Društva za borbu protiv ropstva. Iako je pisao i u Škotskoj, smatra se prvim južnoafričkim pjesnikom.

## Djela
- Efemeriede
- Afrički zapisi
- Daleko u pustinji